# Élections municipales de 2002 en Mauricie
Les élections municipales québécoises de 2002 se déroulent le 3 novembre 2002. Elles permettent d'élire les maires et les conseillers de chacune des municipalités locales du Québec, ainsi que les préfets de quelques municipalités régionales de comté.

## Mauricie

### La Croche
- Aujourd'hui ville de La Tuque, fusionnée en 2003

| Poste/District             | Élu           | Type d'élection |
| -------------------------- | ------------- | --------------- |
| Maire                      | Elzéar Lepage | Sans opposition |
| Taux de participation: n/a |               |                 |

### Saint-Barnabé
| Poste/District              | Élu             | Type d'élection |
| --------------------------- | --------------- | --------------- |
| Maire                       | Germain Lacombe | Scrutin         |
| Taux de participation: 49 % |                 |                 |

### Saint-Prosper
| Poste/District              | Élu             | Type d'élection |
| --------------------------- | --------------- | --------------- |
| Maire                       | Michel Grosleau | Scrutin         |
| Taux de participation: 77 % |                 |                 |

### Saint-Stanislas
| Poste/District             | Élu             | Type d'élection |
| -------------------------- | --------------- | --------------- |
| Maire                      | Marc-E. LeClerc | Sans opposition |
| Taux de participation: n/a |                 |                 |

### Sainte-Thècle
| Poste/District              | Élu                | Type d'élection |
| --------------------------- | ------------------ | --------------- |
| Maire                       | André C. Veillette | Scrutin         |
| Taux de participation: 56 % |                    |                 |